# Champtonnay
Champtonnay és un municipi francès situat al departament de l'Alt Saona i a la regió de Borgonya - Franc Comtat. L'any 2007 tenia 91 habitants.

## Demografia

### Població
El 2007 la població de fet de Champtonnay era de 91 persones. Hi havia 36 famílies, de les quals 8 eren unipersonals (4 homes vivint sols i 4 dones vivint soles), 4 parelles sense fills, 12 parelles amb fills i 12 famílies monoparentals amb fills.
La població ha evolucionat segons el següent gràfic:
Habitants censats

### Habitatges
El 2007 hi havia 41 habitatges, 34 eren l'habitatge principal de la família, 3 eren segones residències i 4 estaven desocupats. 33 eren cases i 8 eren apartaments. Dels 34 habitatges principals, 22 estaven ocupats pels seus propietaris, 10 estaven llogats i ocupats pels llogaters i 2 estaven cedits a títol gratuït; 7 tenien tres cambres, 7 en tenien quatre i 20 en tenien cinc o més. 29 habitatges disposaven pel capbaix d'una plaça de pàrquing. A 15 habitatges hi havia un automòbil i a 17 n'hi havia dos o més.

### Piràmide de població
La piràmide de població per edats i sexe el 2009 era:
| Homes | Edats   | Dones |
| ----- | ------- | ----- |
| 0     | 95 o +  | 0     |
| 0     | 90 a 94 | 0     |
| 0     | 85 a 89 | 0     |
| 0     | 80 a 84 | 0     |
| 0     | 75 a 79 | 0     |
| 0     | 70 a 74 | 0     |
| 4     | 65 a 69 | 4     |
| 8     | 60 a 64 | 0     |
| 0     | 55 a 59 | 8     |
| 4     | 50 a 54 | 0     |
| 0     | 45 a 49 | 4     |
| 0     | 40 a 44 | 4     |
| 8     | 35 a 39 | 0     |
| 4     | 30 a 34 | 0     |
| 4     | 25 a 29 | 8     |
| 4     | 20 a 24 | 8     |
| 0     | 15 a 19 | 0     |
| 4     | 10 a 14 | 4     |
| 0     | 5 a 9   | 4     |
| 4     | 0 a 4   | 0     |

## Economia
El 2007 la població en edat de treballar era de 57 persones, 46 eren actives i 11 eren inactives. De les 46 persones actives 43 estaven ocupades (24 homes i 19 dones) i 3 estaven aturades (1 home i 2 dones). De les 11 persones inactives 3 estaven jubilades, 2 estaven estudiant i 6 estaven classificades com a «altres inactius».
Activitats econòmiques
Els 2 establiments que hi havia el 2007 eren d'empreses de comerç i reparació d'automòbils.
L'any 2000 a Champtonnay hi havia 4 explotacions agrícoles.

## Poblacions més properes
El següent diagrama mostra les poblacions més properes.